# 多徳島
多徳島（たとくしま、たとくじま）は、三重県志摩市の英虞湾にある島。御木本幸吉が真珠養殖場を開設し、真円真珠の養殖に成功した島である。かつては国立真珠研究所の実験場やキャンプ場が置かれて賑わったが、1990年代に無人島化し、利活用の検討と挫折を繰り返している。

## 地理
賢島の南西、横山島の西に位置する英虞湾に浮かぶ島である。島の面積は英虞湾では7番目に大きい40.222485 haである。最盛期には200人が暮らしたが、1990年代以降は無人島となった。志摩市が島全体を所有している。
島の住所は志摩市阿児町神明字カシコ743番地および743番地1であり、賢島と同じ小字である。地目は宅地で、研究所跡の水道管が張り巡らされた建物や井戸などが残っている。また海辺には、御木本幸吉ゆかりのパールエビスと呼ばれるえびす像が海を見下ろすように立つ。周囲の海面は賢島港に含まれ、漁業権（共同漁業権・区画漁業権）が設定されている。
志摩市当局は草刈りを行うなどして、島が完全に自然へ還らないよう維持している。沿岸部は護岸が整備されているが、上陸困難地点がある。島へ渡る定期航路はなく、上下水道は引かれていない。送電線は通っており、電気を引くことは可能である。伊勢志摩国立公園の第2種特別地域に含まれるため、建物の高さや樹木の伐採に制限がある。

### 島名
江戸時代の指出帳には「田どく山」として記録され、明治時代には「田徳島」と表記していた。1899年（明治32年）、島を視察に訪れた農商務大臣の曾禰荒助は「多徳島」に表記を変更することを提案し、以降は多徳島が正式名称となった。

## 歴史

### 近代まで
東隣にある横山島では縄文時代・弥生時代の土器や古墳時代の須恵器が大量に出土しており、現状未確認ながら、多徳島でも遺跡が見つかる可能性がある。
1893年（明治26年）、御木本幸吉は本格的に真珠養殖事業に進出するため、当時の神明村から島を借り受けて養殖場を開設し、御木本の家族や従業員が移住した。1899年（明治32年）には時の農商務大臣・曾禰荒助が養殖場を視察に訪れ、島名の表記を「多徳島」とすることを提案した。また1900年（明治33年）には小松宮彰仁親王が来島し、その記念に「養真珠碑」を建立した。そして1905年（明治38年）、多量のアコヤガイの中から5粒の真円真珠を発見し、真珠養殖技術を確立した。最盛期の1908年（明治41年）にはおよそ200人が暮らし、御木本自身が初代局長を務めた多徳郵便局の金融部門の取引額は三重県で1番だった。また御木本はアメリカの飛行家が近くに来るという情報を入手すると、わずか4日の突貫工事で島に滑走路を建設し、飛行機に着陸してもらって住民らに見せた、という逸話が残っている。
御木本は1919年（大正8年）に養殖拠点を「新多徳」と名付けた大崎半島（浜島町迫子）へ移すが、1935年（昭和10年）頃まで多徳島で養殖を続けていた。1929年（昭和4年）に志摩電気鉄道（現・近鉄志摩線）が賢島まで開通すると、「真珠王」御木本に会おうと実業家、学者、各国の外交官、新聞記者らが続々と島を訪ねて来るようになった。1933年（昭和8年）には御木本が綜合真珠研究所を島に開設した。

### 現代
1951年（昭和26年）11月、開業間もない志摩観光ホテルに宿泊していた昭和天皇が多徳島を訪れ、御木本と面会した。1953年（昭和28年）9月、御木本は多徳島にあった自身の施設をすべて水産庁に寄贈した。水産庁は御木本から寄贈された資産をもとに、1955年（昭和30年）5月17日に国立真珠研究所の臨海実験室と海面試験地（1万坪≒33,058 m2）を多徳島に設置した。国立真珠研究所の本所は賢島にあったが、実際の研究活動はこの多徳島で行われた。職員宿舎も賢島にあったので、研究員は毎日賢島の専用桟橋から船で多徳島へ通っていた。御木本が整備した滑走路は研究員が整地してテニスコートに転用され、研究員の楽しみの1つとなった。また1959年（昭和34年）には島内にキャンプ場が設けられ、朝日新聞厚生文化事業団が主催するアサヒキャンプのキャンプ地「志摩キャンプ」として利用されることとなった。
1979年（昭和54年）、国立真珠研究所は養殖研究所（現・増養殖研究所）に統合・改組され、1984年（昭和59年）3月に同研究所の本部となる南勢庁舎が竣工すると、多徳島の臨海実験所の撤収作業が行われた。一方、志摩キャンプも1990年（平成2年）に滋賀県朽木村（現・高島市）のアサヒキャンプへ統合された。志摩キャンプには1989年（平成元年）の最終開催までに延べ10万人が参加し、朽木村のキャンプには琵琶湖を利用してカヌーを漕ぐなど、多徳島でのアクティビティが取り入れられた。
アサヒキャンプが開かれなくなった1990年代以降、島は無人島となり、島の所有者である阿児町および合併後の志摩市は、何度か利活用計画を検討した。例えば2003年（平成15年）には、都市計画家の後藤春彦の協力の下、賢島の商店経営者らがワークショップ形式で多徳島と賢島にある円山公園を観光資源として活用する計画作りに取り組んだ。しかし周辺海域には漁業権が設定されており、漁業関係者への配慮からいずれも頓挫した。一方、2001年（平成13年）よりアサヒキャンプに学生リーダーとして参加していた人々が毎年6月上旬に多徳島へ上陸して同窓会を開くようになった。これを知った代々木高等学校の関係者は、ちょうど「伊勢志摩元気プロジェクト」と称する活動を展開しており、バーチャルコミュニティー大学「賢島大学」の旗揚げ事業として2007年（平成19年）の同窓会に合わせて島内の調査を実施した。
2019年（令和元年）10月、志摩市は多徳島の利活用のためサウンディング型市場調査を実施することを発表し、同年12月に調査が行われた。調査に参加したのは4事業者で、ウェルネスツーリズムプログラムのモデル開発、空からのアクセスポイント、自然に関する研究施設（シェアラボ）、大人の隠れ家（ワーケーション）という案が提示された。志摩市がサウンディング型市場調査を実施するのはこれで2例目で、1例目では廃校を高等学校へ再生することに成功していた。